# Aarne Salonius
Aarne Henrik Salonius, född 20 april 1884 i Kankaanpää, död 16 augusti 1930 i Raumo, var en finländsk skolman och klassisk filolog.
Salonius avlade filosofie doktorsexamen 1911. Han var 1911–1921 lektor i latin och grekiska vid Viborgs klassiska lyceum och 1921–1929 äldre lektor vid Finska normallyceum i Helsingfors. Han företog flera studieresor och bedrev forskning i forngrekiska och latin. Han blev 1921 docent i klassisk filologi vid Helsingfors universitet och utnämndes 1929 till professor i grekiska, men avled redan följande år.
Salonius utgav bl.a. ett textkritiskt arbete, Kritische Untersuchungen über Text, Syntax und Wortschatz der spätlateinischen Vitae Patrum (1920), som behandlade en välkänd senlatinsk samling skildringar av eremiters och ökenfäders liv. Verket gjorde hans namn känt i internationella fackkretsar.